# Trójkąt śmierci

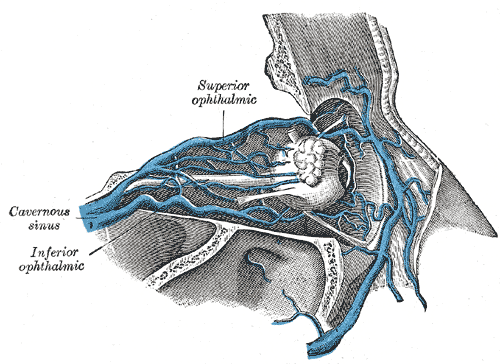
Schemat odpływu krwi z trójkąta śmierci (strona prawa). Żyła kątowa (widoczna u nasady nosa) łączy się z żyłami oczodołu, którymi odpływ krwi odbywa się do zatoki jamistej (cavernous sinus)

Trójkąt śmierci (łac. triangulum mortis), trójkąt nosowo-wargowy – w anatomii człowieka obszar twarzy w kształcie trójkąta, którego podstawę tworzy linia łącząca kąciki ust, a wierzchołkiem jest szczyt piramidy nosa. Zawiera wargę górną i piramidę nosa.
Obszar ten posiada specyficzne unaczynienie żylne: z jednej strony żyły nosa i wargi górnej łączą się z układem żylnym szyi przez żyłę twarzową, a z drugiej ku górze poprzez żyłę kątową i żyłę oczną górną i dolną (patrz rysunek) wnikają do zatoki jamistej w jamie czaszki.
Odpływ krwi w kierunku jamy czaszki przez żyłę kątową jest niebezpieczny w przypadku stanów zapalnych w obrębie tego trójkąta (czyrak przedsionka nosa, czyrak wargi górnej), stwarzając niebezpieczeństwo groźnych dla życia powikłań wewnątrzczaszkowych, szczególnie zakrzepowego zapalenia zatoki jamistej. Dochodzi do niego w następstwie zakrzepowego zapalenia naczyń żylnych. Powikłaniom wewnątrzczaszkowym z tego obszaru sprzyja także specyficzna budowa żył twarzoczaszki, które mogą być pozbawione zastawek żylnych, co sprzyja rozprzestrzenianiu się procesu zapalnego.

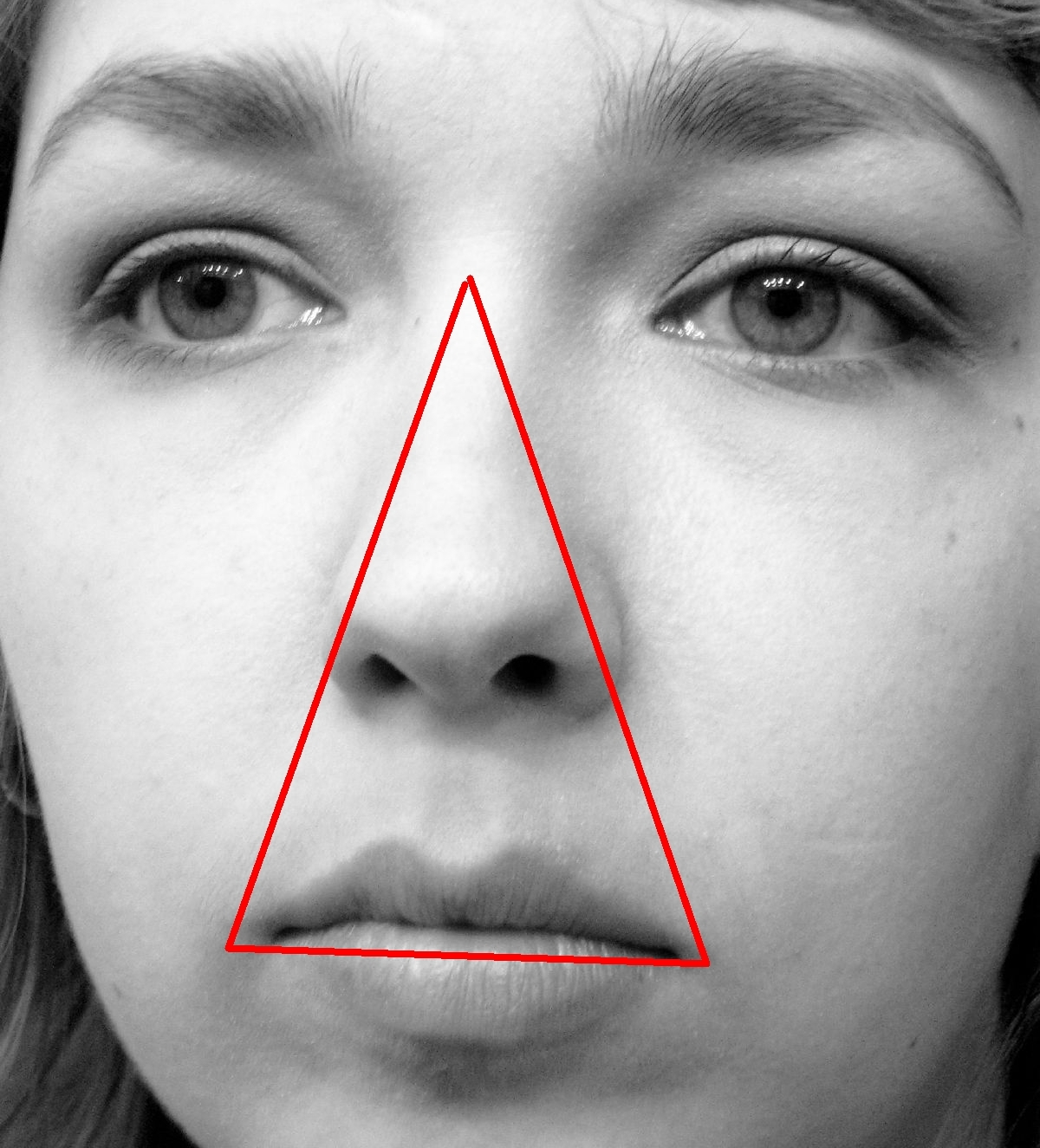